# Avenida Bellavista
La Avenida Bellavista (antiguamente conocida como fundo Boa Vista, siendo de esta un barrio) es una de las vías de conexión de mayor tráfico comercial desde el centro urbano de Pucallpa donde se dirige a la Avenida Centenario en la ciudad de Pucallpa.
El comercio es la actividad económica principal. El mercado libre se basa en la venta oligopolia de la cual se detectó el tráfico de animales. Debido al desorden del lugar y el poco saneamiento de los locales, en medio del área urbano, se considera como zona de convivencia de gallinazos altamente contaminantes para el ser humano.